# VfB Tilsit
VfB Tilsit (celým názvem: Verein für Bewegungsspiele Tilsit) byl německý sportovní klub, který sídlil ve východopruském městě Tilsit (dnešní Sovetsk v Kaliningradské oblasti). Založen byl v roce 1912, zanikl v roce 1945 po sovětsko-polské anexi Pruska. Klubové barvy byly černá a bílá.
Největším úspěchem klubu byla celkem tříletá účast v Gaulize Ostpreußen, jedné ze skupin tehdejší nejvyšší fotbalové soutěže na území Německa.

## Historické názvy
- 1912 – VfB Tilsit (Verein für Bewegungsspiele Tilsit)
- 1945 – zánik

## Účast v nejvyšší soutěži
- Gauliga Ostpreußen
  - 1935/36, 1936/37, 1937/38

## Umístění v jednotlivých sezonách
Stručný přehled
Zdroj: 
- 1935–1938: Gauliga Ostpreußen – sk. Gumbinnen

Jednotlivé ročníky
Zdroj: 
Legenda: Z – zápasy, V – výhry, R – remízy, P – porážky, VG – vstřelené góly, OG – obdržené góly, +/- – rozdíl skóre, B – body, červené podbarvení – sestup, zelené podbarvení – postup, fialové podbarvení – reorganizace, změna skupiny či soutěže
| Velkoněmecká říše (1935 – 1938) |                                    |        |    |   |   |   |    |    |     |    |        |
| Sezóny                          | Liga                               | Úroveň | Z  | V | R | P | VG | OG | +/- | B  | Pozice |
| 1935/36                         | Gauliga Ostpreußen – sk. Gumbinnen | 1      | 12 | 3 | 2 | 7 | 37 | 41 | -4  | 8  | 5.     |
| 1936/37                         | Gauliga Ostpreußen – sk. Gumbinnen | 1      | 12 | 2 | 3 | 7 | 23 | 40 | -17 | 7  | 6.     |
| 1937/38                         | Gauliga Ostpreußen – sk. Gumbinnen | 1      | 12 | 4 | 2 | 6 | 23 | 35 | -12 | 10 | 5.     |